# توشيهيرو كاواموتو
توشيهيرو كاواموتو (باليابانية: 川元 利浩) مواليد 15 يوليو 1963 في محافظة ميه، اليابان، هو رسام أنمي ياباني ومؤسس مشارك لستوديو بونز. عمل سابقا في ستوديو كاوبوي بيباب كمصمم شخصيات ومخرج تحريك.